# Nagasaki 1945: Angelus no Kane
Nagasaki 1945: Angelus no Kane (NAGASAKI 1945 アンゼラスの鐘, Nagasaki 1945: Anjerasu no kane) é um filme de animé japonês dos géneros drama histórico e guerra, realizado e escrito por Seiji Arihara e produzido pelo estúdio Mushi Production, com base na obra biográfica homónima de Tatsuichirō Akizuki. Estreou-se no Japão a 10 de dezembro de 2005. Foi exibido na cidade de Nova Iorque, nos Estados Unidos, sob o título de Nagasaki 1945: The Angelus Bells e nos festivais de cinema do Brasil, sob o título de Nagasaki 1945: O Sino de Ângelus.

## Elenco
- Keiju Kobayashi como narrador
- Kentarō Itō como Tatsuichirō Akizuki
- Keiko Ōkawa como Murai Sugako
- Mitsuo Yamaguchi
- Kenji Hamada
- Fumiya Yazaki
- Shun Tanigawa
- Masako Isobe
- Matsukuma Tsurumatsu
- Takehiro Koyama
- Michiyo Yanagisawa